# Liste der irischen Botschafter in Deutschland
Dies ist eine Liste aller Botschafter Irlands in Deutschland. Die Irische Botschaft befindet sich in Berlin-Mitte.
| Name                                        | Amtszeit          | Anmerkungen                                             | Regierungschefs: President of the Executive Council (1922–1937), Taoiseach (Premierminister) (ab 1937)                                                                  |  |
| Weimarer Republik                           | Weimarer Republik | Weimarer Republik                                       | Weimarer Republik |  |
| ------------------------------------------- | ----------------- | ------------------------------------------------------- | --- |  |
| Daniel A. Binchy                            | 1929–1932         | first minister (ambassador) of the Irish Free State     | William T. Cosgrave |  |
| Leo T. McCauley                             | 1932–1933         | Geschäftsträger                                         | Éamon de Valera |  |
| Zeit des Nationalsozialismus                |                   |                                                         | |  |
| Charles Bewley                              | 1933–1939         |                                                         | Éamon de Valera |  |
| William Warnock                             | 1939–1944         | Geschäftsträger                                         | Éamon de Valera |  |
| Cornelius Christopher Cremin                | 1944–1945         | Geschäftsträger                                         | Éamon de Valera |  |
| Bundesrepublik Deutschland                  |                   |                                                         | |  |
| John A. Belton                              | 1951–1955         |                                                         | Éamon de Valera (ab 1948); John A. Costello (1948–1951), Éamon de Valera (1951–1954), John A. Costello (ab 1954)                                                        |  |
| Dr. Thomas Joseph.("Tommy", "T.J.") Kiernan | 1955–1956         |                                                         | John A. Costello |  |
| William Warnock                             | 1956–1962         | 1959 wurde die Gesandtschaft zur Botschaft aufgewertet. | John A. Costello (bis 1957), Éamon de Valera (1957–1959), Seán Lemass (ab 1959)                                                                                         |  |
| Brian Gallagher                             | 1962–1964         |                                                         | Seán Lemass |  |
| Eamonn Kennedy                              | 1964–1970         |                                                         | Seán Lemass (bis 1966), Jack Lynch (ab 1966) |  |
| Paul Keating                                | 1970–1972         |                                                         | Jack Lynch |  |
| Seán Ronan                                  | 1972–1973         |                                                         | Jack Lynch |  |
| Robert McDonagh                             | 1973–1976         |                                                         | Jack Lynch (bis 1973), Liam Cosgrave (ab 1973) |  |
| Christopher P (Robin) Fogarty               | 1976–1983         |                                                         | Liam Cosgrave (bis 1977), Jack Lynch (1977–1979); Charles J. Haughey (1979–1981), Garret FitzGerald (1981–1982); Charles J. Haughey (1982), Garret FitzGerald (ab 1982) |  |
| John Campbell                               | 1983–1986         |                                                         | Garret FitzGerald |  |
| Kester Heaslip                              | 1986–1991         |                                                         | Garret FitzGerald (bis 1987), Charles J. Haughey (ab 1987) |  |
| Pádraig Murphy                              | 1991–1998         |                                                         | Charles J. Haughey (bis 1992), Albert Reynolds (1992–1994), John Bruton (1994–1997), Bertie Ahern (ab 1997)                                                             |  |
| Noel Fahey                                  | 1998–2002         |                                                         | Bertie Ahern |  |
| Seán Ó hUiginn                              | 2002–2006         |                                                         | Bertie Ahern |  |
| David Donoghue                              | 2006–2009         |                                                         | Bertie Ahern (bis 2008), Brian Cowen (ab 2008) |  |
| Dan Mulhall                                 | 2009–2013         |                                                         | Brian Cowen (bis 2011), Enda Kenny (ab 2011)\| |  |
| Michael Collins                             | 2013–2019         |                                                         | Enda Kenny (bis 2017), Leo Varadkar (ab 2017) |  |
| Nicholas O'Brien                            | 2019–2024         |                                                         | Leo Varadkar (bis 2020), Micheál Martin (2020–2022), Leo Varadkar (2022–2024)                                                                                           |  |
| Maeve Collins                               | 2024–             |                                                         | Simon Harris (ab 2024) |  |

Quelle: u. a. Offizielle Website der Irischen Botschaft in Deutschland (en)